# 阿伏伽德罗定律
阿伏伽德罗定律（英語：Avogadro's law）有时也称为阿伏伽德罗-安培假说，是義大利化学家阿伏伽德罗于1811年提出的一条假说，後經大量实验证实為定律，将气体的体积与气体中存在的物质的量联系起来。 
该定律仅适用于理想气体。
内容是：同温、同压時，同体积的任何气体含有相同数目之分子。可被记为：
{\displaystyle V\propto n\,}
或
{\displaystyle \qquad {{V} \over {n}}=a}.
其中：
- V ：氣體體積
- n ：氣體莫耳數
- a ：常數，

阿伏伽德罗定律又可以引出另一個重要的定律: 对于任何气体，理想气体常数都具有相同的数值。 
{\displaystyle {\frac {p_{1}\cdot V_{1}}{T_{1}\cdot n_{1}}}={\frac {p_{2}\cdot V_{2}}{T_{2}\cdot n_{2}}}=const}
其中：
- p ：氣體壓力
- T ：氣體溫度

## 理想气体状态方程
将公式整合后，将 R 作为比例常数，得：
{\displaystyle pV=nRT}
该公式即理想气体状态方程。

## 摩尔体积
将标准状况设定为 101.325 千帕斯卡、 273.15 K，我们得出一摩尔空气的体积：
{\displaystyle V_{\rm {m}}={\frac {V}{n}}={\frac {RT}{p}}={\frac {(8.314\mathrm {J} \mathrm {mol} ^{-1}\mathrm {K} ^{-1})(273.15\mathrm {K} )}{101325\mathrm {Pa} }}=22.41\mathrm {dm} ^{3}\mathrm {mol} ^{-1}}
在100.000 千帕斯卡、273.15 K 时，理想气体的摩尔量是22.712 dm3mol-1。